# Pandemia de COVID-19 nas Bahamas
Este artigo documenta os impactos da pandemia de coronavírus 2019-2020 nas Bahamas e pode não incluir todas as principais respostas e medidas contemporâneas.

## Linha do tempo
No dia 2 de março, o governo anunciou que "todos os viajantes que não são cidadãos ou residentes da Bahamas, que têm um histórico de viagens à China nos últimos 20 dias, devem ter sua entrada negada." O país, vem fazendo testagem  em massa.
Em 15 de março, o primeiro caso nas Bahamas foi confirmado. Após o acontecimento do primeiro caso, foram fechadas as fronteiras do país.
Em 16 de março, o país recusou a atracar um navio de cruzeiro de 600 passageiros em sua orla. O cruzeiro acabou atracando em Cuba.
Em 22 de março, o país possuía 4 casos da doença.
Em 19 de abril, o primeiro-ministro, Hubert Minnis, anunciou que é obrigatório usar uma máscara ou cobrir o rosto com roupas. Os empregadores devem fornecer aos funcionários que estão servindo o público em geral máscaras.
No dia 15 de maio, o país registrava 96 casos e 11 mortes.